# Dominio di Bézout
Nella teoria degli anelli, un dominio di Bézout è una forma di dominio di Prüfer. È un dominio d'integrità in cui la somma di due ideali principali è ancora un ideale principale. Questo significa che un'identità di Bézout vale per ogni coppia di elementi, e che ogni ideale finitamente generato è principale. Ogni dominio ad ideali principali (PID) è un dominio di Bézout, ma non è necessario che quest'ultimo sia un anello noetheriano, quindi potrebbe avere degli ideali non finitamente generati (che ovviamente esclude dall'essere un PID); se è così, allora non è un dominio a fattorizzazione unica (UFD), ma rimane un dominio MCD (cioè ogni coppia di elementi ha un massimo comun divisore). La teoria dei domini di Bézout conserva molte proprietà dei PID, senza richiedere la proprietà noetheriana. I domini di Bézout devono il loro nome dal matematico francese Étienne Bézout.

## Esempi
- Tutti i domini ad ideali principali sono domini di Bézout.
- Tra gli esempi di domini di Bézout che non sono ad ideali principali compaiono l'anello delle funzioni intere (funzione olomorfe sull'intero piano complesso) e l'anello di tutti gli interi algebrici.[1] Nel caso delle funzioni intere, gli unici elementi irriducibili sono quelli associati a una funzione polinomiale di grado 1, così un elemento possiede una fattorizzazione solo se ha un numero finito di zeri. Nel caso degli interi algebrici non esistono proprio elementi irriducibili, poiché per ogni intero algebrico, la sua radice quadrata (per esempio) è ancora un intero algebrico. Questo mostra che in entrambi i casi i domini non sono a fattorizzazione unica, e quindi certamente nemmeno ad ideali principali.
- Gli anelli di valutazione sono domini di Bézout. Ogni anello di valutazione non noetheriano è un esempio di dominio di Bézout non noetheriano.
- Il seguente metodo generale costruisce un dominio di Bézout {\displaystyle S} non a fattorizzazione unica da ogni dominio di Bézout {\displaystyle R} che non sia un campo, per esempio da un PID; il caso {\displaystyle R=\mathbb {Z} } è l'esempio base da avere in mente. Sia {\displaystyle F} un campo dei quozienti di {\displaystyle R}, e si definisce {\displaystyle S=R+XF[X]}, il sottoanello di polinomi in {\displaystyle F[X]} con termine costante in {\displaystyle R}. Questo anello non è noetheriano, dal momento che un elemento come {\displaystyle X} con termine costante nullo può essere diviso indefinitamente da elementi non invertibili di {\displaystyle R}, che sono quindi non invertibili in {\displaystyle S}, e l'ideale generato da tutti questi quozienti non è finitamente generato  (e perciò {\displaystyle X} non ha fattorizzazione in {\displaystyle S}). Si mostra che {\displaystyle S} è un dominio di Bézout.
  1. È sufficiente dimostrare che per ogni coppia {\displaystyle a,b\in S} esistono {\displaystyle s,t\in S} tali che {\displaystyle as+bt} divide sia {\displaystyle a} che {\displaystyle b}.
  2. Se {\displaystyle a} e {\displaystyle b} hanno un divisore comune {\displaystyle d}, è sufficiente provarlo per {\displaystyle a/d} e {\displaystyle b/d}, poiché gli stessi {\displaystyle s,t} soddisfano la condizione.
  3. Si può assume che i polinomi {\displaystyle a} e {\displaystyle b} siano non nulli; se entrambi hanno il termine costante nullo, allora sia {\displaystyle n} il minimo esponente tale che almeno uno dei due abbia il coefficiente di {\displaystyle X^{n}} diverso da zero; si può trovare {\displaystyle {\mathit {f}}} in {\displaystyle F} tale che {\displaystyle {\mathit {f}}X^{n}} è un divisore comune di {\displaystyle a} e {\displaystyle b} e dividere per esso.
  4. Si può pertanto assumere che almeno uno tra {\displaystyle a,b} abbia un termine costante non nullo. Se {\displaystyle a} e {\displaystyle b} visti come elementi di {\displaystyle F[X]} non sono relativamente primi, esiste un massimo comun divisore di {\displaystyle a} e {\displaystyle b} in questo dominio a fattorizzazione unica che ha termine costante uguale a 1, e quindi appartiene a {\displaystyle S}; si può dividere per questo fattore.
  5. Si può infine assume che {\displaystyle a} e {\displaystyle b} siano relativamente primi in {\displaystyle F[X]}, cosicché {\displaystyle 1} appartiene a {\displaystyle aF[x]+bF[X]}, e un qualche polinomio costante {\displaystyle r\in R} giace in {\displaystyle aS+bS}. Inoltre, dal momento che {\displaystyle R} è un dominio di Bézout, il MDC {\displaystyle d} in {\displaystyle R} dei termini costanti {\displaystyle a_{0}} e {\displaystyle b_{0}} giace in {\displaystyle a_{0}R+b_{0}R}. Poiché ogni elemento senza termine costante, come {\displaystyle a-a_{0}} o {\displaystyle b-b_{0}}, è divisibile da ogni costante non nulla, la costante {\displaystyle d} è un divisore comune in {\displaystyle S} di {\displaystyle a} e {\displaystyle b}; si dimostra che è il massimo comun divisore mostrando che appartiene a {\displaystyle aS+bS}. Moltiplicando {\displaystyle a} e {\displaystyle b} rispettivamente per i coefficienti di Bézout di {\displaystyle d} rispetto a {\displaystyle a_{0}} e {\displaystyle b_{0}} si ha un polinomio {\displaystyle p} in {\displaystyle aS+bS} con termine costante uguale a {\displaystyle d}. Allora {\displaystyle p-d} ha il termine costante nullo, e quindi è un multiplo in {\displaystyle S} del polinomio costante {\displaystyle r}, e pertanto giace in {\displaystyle aS+bS}. Ma allora anche {\displaystyle d} appartiene a tale insieme, e si conclude la dimostrazione.

## Proprietà
Un anello è un dominio di Bézout se e solo se è un dominio d'integrità in cui ogni coppia di elementi hanno un massimo comun divisore che sia una lor combinazione lineare: esso è equivalente all'affermazione che un ideale che è generato da due elementi è anche generato da un singolo elemento, e il principio d'induzione dimostra che tutti gli ideali finitamente generati sono principali. L'espressione del MCD di due elementi di un dominio a fattorizzazione unica come una combinazione lineare viene spesso chiamata identità di Bézout, da cui la terminologia.
Si noti che la precedente condizione sul MCD è più forte della sua mera esistenza. Un dominio d'integrità dove il MCD esiste per ogni coppia di elementi è detto "dominio MCD" e quindi i domini di Bézout sono domini MCD. In particolare, in un dominio di Bézout, gli elementi irriducibili sono primi (ma, come mostra l'esempio degli interi algebrici, non serve che esistano).
Per un dominio di Bézout {\displaystyle R}, le seguenti condizioni sono equivalenti:
1. {\displaystyle R} è un dominio ad ideali principali.
2. {\displaystyle R} è noetheriano.
3. {\displaystyle R} è un dominio a fattorizzazione unica.
4. {\displaystyle R} soddisfa la condizione a catena ascendente per gli ideali principali. (ACCP).
5. Ogni elemento non unitario non nullo in {\displaystyle R} si fattorizza in un prodotto di irriducibili ({\displaystyle R} è un dominio atomico).

L'equivalenza di (1) e (2) è stata analizzata prima. Poiché un dominio di Bézout è un dominio MCD, segue immediatamente che (3), (4) e (5) sono equivalenti. Infine, se {\displaystyle R} è non noetheriano, allora esiste una catena ascendente di ideali finitamente generati, e quindi in un dominio di Bézout essa diventa una catena ascendente di ideali principali. (4) e (2) sono perciò equivalenti.
Un dominio di Bézout è un dominio di Prüfer, cioè un dominio in cui ogni ideale finitamente generato è invertibile o, detto in un'altra maniera, un dominio semiereditario commutativo)
Di conseguenza, si può vedere l'equivalenza "dominio di Bézout sse dominio di Prüfer e dominio MCD" come analoga alla più familiare "PID sse dominio di Dedekind e UFD".
I domini di Prüfer possono essere caratterizzati come domini d'integrità le cui localizzazioni di tutti gli ideali primi (equivalentemente, di tutti gli ideali massimali) sono domini di valutazione. In questo modo la localizzazione di un dominio di Bézout in un ideale primo è un dominio di valutazione. Dal momento che un ideale invertibile in un anello locale è principale, un anello locale è un dominio di Bézout se e solo se è un dominio di valutazione. Inoltre, un dominio di valutazione con gruppo di valore non ciclico (equivalentemente, discreto) non è noetheriano, e ogni gruppo abeliano totalmente ordinato è il gruppo di valore di un qualche dominio di valutazione.  Questo fornisce vari esempi di domini di Bézout non noetheriani.
Nella algebra non commutativa, i domini destri di Bézout sono domini i cui ideali destri finitamente generati sono principali destri, cioè della forma {\displaystyle xR} per un qualche {\displaystyle x\in R}. Un risultato di notevole importanza è che un dominio destro di Bézout è un dominio destro di Ore. Questo fatto non è interessante nel caso commutativo, poiché ogni dominio commutativo è un dominio di Ore. I domini destri di Bézout sono anche anelli destri semiereditari.

## Moduli su un dominio di Bézout
Alcuni fatti riguardanti i moduli sui PID si estendono al caso del dominio di Bézout. Sia {\displaystyle R} un dominio di Bézout e {\displaystyle M} un modulo finitamente generato su {\displaystyle R}. Allora {\displaystyle M} è piatto se e solo se è senza torsioni.